# Boloria myrina
Boloria myrina är en fjärilsart som beskrevs av Pieter Cramer 1777. Boloria myrina ingår i släktet Boloria och familjen praktfjärilar. Inga underarter finns listade i Catalogue of Life.